# Servei Hidrològic-Forestal de la Nació
Conegut com a Servei Hidrològic i forestal, era una estructura administrativa espanyola creada que es va organitzar una part de l'Administració forestal de l'Administració General de l'Estat, a partir de l'any 1901 i fins a l'any 1952. Adscrita inicialment al Ministeri de Foment, va passar l'any 1931 al Ministeri d'Agricultura. Era una administració especialitzada en la correcció de conques hidrogràfiques, amb repoblació i obres per estabilitzar els espais.

## Finalitats del Servei Hidrològic i forestal
Actuava en les principals conques hidrològiques, a través de repoblacions i la correcció dels torrents, inclosa la repoblació i estabilització de les dunes; amb la principal missió de reduir les inundacions, l'erosió i les allaus; i incrementar a llarg termini la producció forestal dels boscos.
Regulavael règim hídric en les capçaleres de conca independentment de la seva titularitat. A més de prevenir inundacions o evitar l'erosió, es volia augmentar la producció forestal i piscícola, i fins i tot situar a les fronteres masses forestals denses enfront d'una possible invasió enemiga.

## Antecedents
Les desforestacions dels darrers segles i especialment les desamortitzacions de meitat de segle xix en què es van espoliar milions d'hectàrees de boscos amb l'aprofitament de la coberta vegetal, la rompuda de terreny forestal i el pasturatge va provocar una pèrdua de la protecció del sòl i de la capacitat de regulació del règim hídric dels corrents d'aigua. Aquest escenari intensificava dramàticament l'erosió, l'empobriment dels sòls, i el règim d'avingudes de multitud de rius i torrents amenaçava les poblacions, vies de comunicació i conreus, amb el consegüent risc per a persones i béns.
A conseqüència d'aquesta destrucció forestal (la més greu de tota la història forestal d'Espanya), va ser el registre d'inundacions catastròfiques en 17 anys diferents, les més greus van ser la revinguda del riu Xúquer de 4 i 5 de novembre de 1864, i dels rius Guadalentí i Almanzora de 14 i 15 d'octubre de 1879, a Catalunya van ser les valls dels rius Francolí amb afectació de la ciutat de Tarragona als aiguats de la diada de Santa Tecla de 1874, Ebre, Ter, Cardener i Llobregat. Tot plegat van motivar l'execució d'un pla de repoblació de capçaleres de conques hidrogràfiques l'any 1888.

## Distribució territorial
Es van preveure 10 divisions hidrològicoforestals com a òrgans perifèrics del Servei Hidrològicoforestal que depenia del Ministeri d'Agricultura. Cada divisió comprenia una conca d'un gran riu que desemboca al mar. Cada divisió, és subdividia en seccions, i per a cada secció, diferents perímetres, d'unes 2.000 hectàrees de terreny forestal.
Cadascuna d'aquestes divisions estava dirigida per un enginyer de monts (cos regulat pel Reial decret de 28 de juliol de 1881). La seva funció era dirigir la repoblació, l'extinció de torrents i la restauració de muntanyes en totes les conques hidrològiques.
El Reial Decret de 18 d'octubre de 1922 definí 10 Divisions:
1a: Conca Ebre i Pirineus Orientals
2a: Xúquer
3a: Segura
4a: Tajo
5a: Guadalquivir
6a: Conca inferior de l'Ebre i Pirineus Occidentals. Va ser constituïda el febrer de 1902.
7a: Conca superior de l'Ebre
8a: Duero
9a: Conca mitjana de l'Ebre, Xaló, Jiloca i Piscifactoria Monestir de Pedra
10a: Genil
Catalunya inicialment estava inclosa a la denominació de 4a divisió, amb seu a Lleida, correspon a "Conca Inferior de l'Ebre i Pirineus Orientals" (Reial Decret de 7 de juny). El 1929 (Reial Decret de 21 d'agost) va canviar la denominació que passa a ser 1a divisió, amb seu a Barcelona.
Reducció nombre de divisions a sis:
1a: Conca inferior Ebre i Pirineus Orientals
2a: Xúquer
3a: Segura
4a: Tajo
5a: Guadalquivir
6a: Conca mitjana de l'Ebre.
La resta de divisions s'integraren als districtes forestals corresponents.
Durant la Segona República, va ser adscrita a la Direcció General de Boscos, Pesca i Caça del Ministeri d'Agricultura, abans de formar part del Patrimoni Forestal creat el 1935 (Llei de 9 d'octubre) a través del Consell del Patrimoni Forestal, on s'integrà, per Llei, el 1952 al Patrimoni Forestal de l'Estat.

## Evolució històrica
Es va crear al marge del districte forestal, d'on manlleva recursos i personal, tècnic i de la Guarderia Forestal de l'Estat.
Les obres i serveis van ser declarades d'utilitat pública als efectes d'expropiació forçosa. Els guardes forestals eren personal del Cos de Guarderia Forestal de l'Estat.
Les tasques que efectuava el Servei Hidrològic-Forestal eren comunes en molts aspectes amb el Patrimoni Forestal de l'Estat, i el 1952 aquest va absorbir el Servei Hidrològic-Forestal de la Nació.
Es va suprimir l'any 1971, data de creació de l'Institut Nacional per a la Conservació de la Natura (ICONA).